# Ambrose Burnside
Ambose Everett Burnside (23 de mayo de 1824-13 de septiembre de 1881) fue un militar, político y empresario estadounidense. General del Ejército de la Unión durante la Guerra de Secesión de Estados Unidos, al finalizar la contienda comenzó su carrera política, ocupando los cargos de senador y gobernador de Rhode Island. Su apellido dio origen al término inglés sideburns (patillas). Fue además el primer presidente de la Asociación Nacional del Rifle.

## Biografía

### Primeros años
Burnside nació en Liberty (Indiana) el 23 de mayo de 1824, siendo el cuarto de los nueve hijos del matrimonio de origen escocés formado por Edghill y Pamela Brown Burnside. Su abuelo, Robert Burnside (1725–1775), había emigrado desde Escocia y se había instalado en la Provincia de Carolina del Sur. Su padre, nativo del sur, llegó a ser propietario de algunos esclavos, a los que liberó cuando la familia se mudó a Indiana. Ambrose Burnside comenzó sus estudios en el Liberty Seminary pero tuvo que abandonarlos tras el fallecimiento de su madre en 1841. Durante un tiempo trabajó como aprendiz en una sastrería local antes de ingresar en 1843, gracias a los contactos políticos de su padre, en West Point. Tras graduarse en 1847, fue enviado a Veracruz como segundo teniente, durante la primera intervención estadounidense en México pero cuando llegó, las hostilidades ya habían cesado, por lo que no llegó a intervenir en dicho conflicto.
Burnside fue entonces destinado a servir en una unidad de artillería convertida en caballería al oeste del país, bajo las órdenes del capitán Braxton Bragg, cuya misión consistía en proteger las rutas del correo entre California y Nevada. En 1849 fue alcanzado en el cuello por una flecha durante una escaramuza contra Apaches. El 12 de diciembre de 1851 fue ascendido a primer teniente y en 1852, fue trasladado a Fort Adams, Rhode Island. El 27 de abril de ese mismo año contrajo matrimonio con Mary Richmond Bishop. El matrimonio, que duró hasta la muerte de Burnside, no tuvo hijos.
En octubre de 1853, abandonó el servicio activo en el Ejército de los Estados Unidos, aunque mantuvo su posición en la milicia estatal. Se dedicó entonces a diseñar y desarrollar el famoso fusil que lleva su nombre, la carabina Burnside. El secretario de Guerra del presidente James Buchanan, John B. Floyd, se interesó por el arma y quiso equipar a parte del Ejército con ella, pero el contrato no acabó de cerrarse. Burnside se presentó entonces a las elecciones al congreso por Rhode Island, pero fue derrotado. El coste de la campaña y un incendió en su fábrica de armas, que terminó destruida, lo acabaron de arruinar por lo que tuvo que vender sus patentes y marcharse en busca de empleo. Consiguió un trabajo como tesorero de la Illinois Central Railroad, donde trabó amistad con George B. McClellan.

### Guerra de Secesión
Con el estallido de la Guerra de Secesión, fue movilizado para organizar el 1.ª regimiento de infantería de Rhode Island, que fue una de las primeras unidades a llegar en Washington y ofrecer protección al capitolio. El 6 de agosto de 1861 fue ascendido a General de brigada y asignado al entrenamiento de brigadas de voluntarios para el recién creado Ejército del Potomac.
En septiembre de 1861, recibió el mando de tres brigadas y lanzó con éxito un ataque contra la costa de Carolina del Norte, hecho que le valió el ascenso, el 18 de marzo de 1862 al grado de mayor general del cuerpo de voluntarios. En la batalla de Antietam, el general George B. McClellan dio a Burnside el mando del I y el IX Cuerpo. Durante la batalla, sin embargo, las órdenes excesivamente precisas de Burnside causaron confusión y demoras, lo que llevó a grandes dificultades para capturar lo que se conoció como "Puente de Burnside".

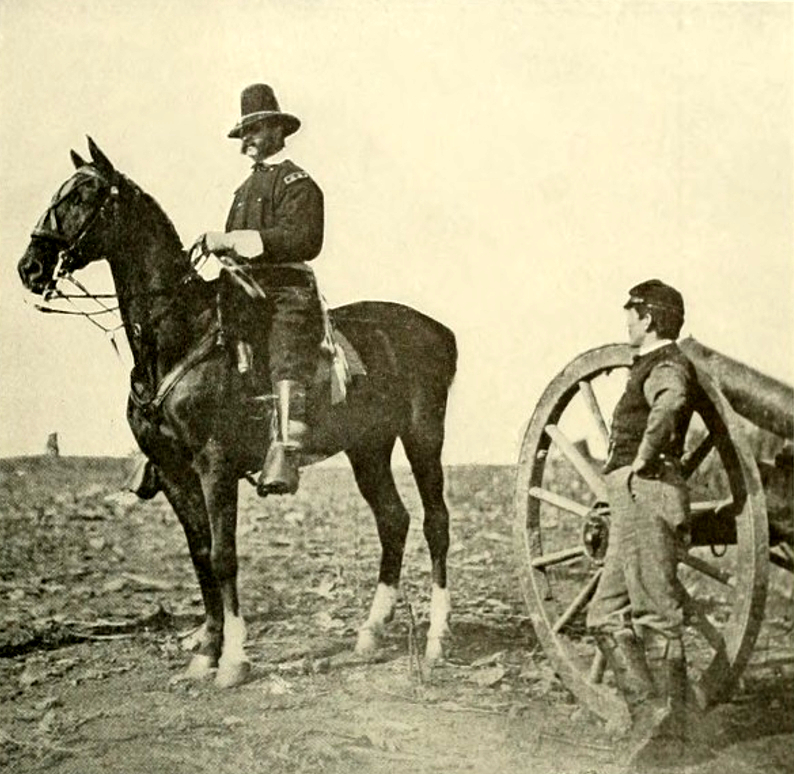
Ambrose Burnside en 1862

Después de que McClellan no siguiera al general Robert E. Lee Después de la batalla de Antietam, Burnside fue nombrado general del Ejército del Potomac el 10 de noviembre de 1862, reemplazando a McClellan. Burnside decidió intentar un acercamiento rápido a Richmond, provocando el 13 de diciembre, la batalla de Fredericksburg, durante la cual el ejército de la unión recibió una severa derrota. Ante esta debacle de la unión, combinada con un segundo intento fallido que se conocería como la "Marcha del barro", fue relevado del mando, siendo substituido por el general Joseph Hooker al frente del ejército del Potomac.
En marzo de 1863, Burnside recibió el mando del Ejército de Ohio. En otoño de ese mismo año, comandó con éxito sus tropas contra el general confederado James Longstreet. Burnside logró superar a Longstreet y se mantuvo con éxito en la ciudad de Knoxville hasta que llegaron los refuerzos de la Unión bajo el mando de William T. Sherman y forzaron la retirada confederada.
Tras su exitosa defensa de Knoxville, le ordenaron tomar el mando del XI Cuerpo en apoyo del Ejército del Potomac. Participó en gran parte de la Campaña Overland bajo la dirección de Ulysses S. Grant, incluyendo las batallas de Wilderness, Spotsylvania Court House, North Anna y Cold Harbor. Durante el asedio de Petersburg, Burnside comandó tropas en la batalla del Cráter, durante el cual una mina de la Unión excavada bajo posiciones confederadas fue llenada de explosivos y detonada, creando una brecha de cincuenta yardas en las líneas confederadas. Burnside no pudo explotar la brecha a tiempo, lo que resultó la pérdida de soldados de la Unión. Tras este fracaso, el 15 de abril de 1865 abandonó el Ejército.

### Carrera política
Tras su baja en el Ejército, trabajó en diversas compañías ferroviarias antes de ser elegido gobernador de Rhode Island, cargo que ostentó desde el 29 de mayo de 1866 hasta el 25 de mayo de 1869. Fue miembro de la Orden militar de la Legión Leal de los Estados Unidos así como comandante en jefe de la asociación de veteranos Grand Army of the Republic (GAR) entre 1871 y 1872. En 1871 fue elegido presidente de la Asociación Nacional del Rifle.
En 1874 fue elegido senador por Rhode Island, cargo que revalidó en 1880 y del que fue titular hasta su fallecimiento el 13 de septiembre de 1881 debido a una angina de pecho.